# Fazun
| Tibetische Bezeichnung                      |
| ------------------------------------------- |
| Tibetische Schrift: བློ་བཟང་ཆོ་འཕགས            |
| Wylie-Transliteration: blo bzang cho 'phags |
| THDL-Transkription: Lobsang Chöpak          |
| Chinesische Bezeichnung                     |
| Vereinfacht: 法尊                           |
| Pinyin:Fazun                                |
| Wade-Giles:Fa-tsun                          |

Fazun (chinesisch 法尊, Pinyin Fǎzūn, W.-G. Fa-tsun; geb. 1902 in Hebei; gest. 1980 in Peking), auch unter dem tibetischen Namen Lobsang Chöphag (tib. blo bzang chos 'phags) bekannt, war ein chinesischer buddhistischer Gelehrter des tibetischen Buddhismus und eine Persönlichkeit der Gelug-Schule des tibetischen Buddhismus. Er war in der Zeit der Pekinger Regierung der Republik China und in den Anfangsjahren der Volksrepublik China tätig und war der produktivste und einflussreichste chinesische Übersetzer tibetischer buddhistischer Texte, insbesondere von Schriften Tsongkhapas (1417–1478), des Gründers der Gelug-Schule. Er ist auch Verfasser zahlreicher eigener Schriften.

## Leben
Er stammte er aus armen Verhältnissen, im Alter von siebzehn Jahren verdiente er seinen Lebensunterhalt in Baoding in einer Schuhfirma, und im folgenden Jahr wurde er Mönch im Yuhuang-Kloster (Yuhuang si 玉皇寺) im Gebirge Wutai Shan.
Dem chinesischen Lexikon Fojiao wenhua cidian (Wörterbuch der buddhistischen Kultur) zufolge studierte nacheinander bei den Meistern Dayong, Xuanyi und Taixu und wurde zum Studium der buddhistischen Lehre in das Buddhistische Institut Wuchang (武昌佛学院), dem Huijulü-Kloster (慧居律寺) des Baohua Shan 宝华山, Nanjing, dem (buddhistischen) Kolleg für tibetische Literatur (Zangwen xueyuan 藏文学院) in Peking und dem Wuju-Kloster 乌尤寺 in Jiading aufgenommen. Im Jahr 1925 studierte er Tibetisch in Sichuan und Kham und ging später nach Tibet, um Tibetisch zu studieren. Im Alter von einunddreißig Jahren verließ er Lhasa und kehrte über Indien und Birma nach Jiangnan zurück, um am Sino-Tibetischen Institut (Han-Zang lixueyuan 汉藏理学院) [in Chongqing] zu arbeiten. Nach der Befreiung Chinas wurde er Vizepräsident und Präsident der Chinesische Buddhistische Akademie. Er verstarb im Guangji-Tempel in Peking.
Fazun leistete einen wichtigen Beitrag zur Entwicklung des Buddhismus, zur Förderung des kulturellen Austauschs zwischen der chinesischen und der tibetischen Kultur und zur Ausbildung von Übersetzern der tibetischen Sprache.
Seine herausragenden Übersetzungen wurden bis heute mehrfach aufgelegt. Zu den von ihm übersetzten Werken zählen auch Je Tsongkhapas bekannte Werke: Große Darlegung des Stufenwegs zur Erleuchtung (lam rim chen mo), Essenz der Erläuterungen zu den Interpretierenden und Endgültigen Lehren (legs bshad snying po), Erläuterung des Denkens (dgongs pa gsal rab; ein Kommentar zum Madhyamakāvātāra), Große Darlegung der Stufen des Geheimen Mantra (sngags rim chen mo), Große Darlegung der fünf Stufen des Guhyasamaja (rim lnga gsal sgron). 
Er übersetzte im Rahmen seiner Übersetzungstätigkeit für die Beijing Puti xuehui unter anderem auch die Abhandlung Über die Neue Demokratie (Xin minzhuzhuyi lun 新民主主义论) von Mao Zedong für die Staatliche Kommission für ethnische Angelegenheiten und den Nationalitätenverlag usw.
Marcus Bingenheimer weist in einer Anmerkung seiner Yinshun-Arbeit (2004) darauf hin, dass Fazun nach 1949 in der staatlich kontrollierten Chinesischen Buddhistischen Gesellschaft (Zhongguo  fojiao  xiehui) eine große Karriere machte und aufgrund seiner Tibetisch-Kenntnisse ein idealer Kandidat für hohe Ämter war: 

„zu einer Zeit als Buddhismus in China intensiv für Propagandazwecke gebraucht wurde. (Da China bis 1971 nicht Mitglied der UNO war, waren Buddhistische Kontakte eine der Möglichkeiten internationale Beziehungen zu entwickeln.) Die Rolle, die Fazun in dieser Zeit spielte, ist noch unerforscht.“

Eine neuere englischsprachige Arbeit von Xianyue Wang (2021) widmet sich der Interpretation von Fazun im Kontext der chinesischen buddhistischen Reform des frühen 20. Jahrhunderts.

## Schriften und Übersetzungen (Auswahl)
- Xizang minzu zhengjiao shi 西藏民族政教史[7] (Politik- und Religionsgeschichte der Tibeter)

Übersetzungen
- Pusa jiepin shi 菩萨戒品释 (Tsongkhapa)
- Puti daocidi guanglun 菩提道次第广论 (Tsongkhapa)
- Mizong daocidi guanglun 密宗道次第广论  (Tsongkhapa)
- Jiliang lun lüejie 集量论略解

- Über die Neue Demokratie / Xin minzhuzhuyi lun 新民主主义论 (Mao Zedong)